# Climat de la Marne
Le climat de la Marne est mesuré depuis la station de Reims-Courcy, située à 91 mètres d'altitude. Le département se situe à l'est du bassin parisien, son climat est océanique dégradé, il est sous influence du climat continental, expliquant ses hivers frais, ses étés doux et ses pluies assez fréquentes mais souvent peu abondantes (51 mm par mois en moyenne) et réparties tout au long de l'année ; il y a 1 705 heures d'ensoleillement par an.

## Paramètres généraux
| Mois                              | jan. | fév. | mars | avril | mai  | juin | jui. | août | sep. | oct. | nov. | déc. | année |
| --------------------------------- | ---- | ---- | ---- | ----- | ---- | ---- | ---- | ---- | ---- | ---- | ---- | ---- | ----- |
| Température minimale moyenne (°C) | 0,1  | 0    | 2,3  | 3,7   | 7,7  | 10,5 | 12,4 | 12,2 | 9,5  | 6,6  | 2,9  | 1,4  | 5,8   |
| Température moyenne (°C)          | 2,8  | 3,5  | 6,6  | 8,9   | 13,1 | 15,9 | 18,3 | 18,2 | 14,9 | 10,9 | 6,1  | 4    | 10,2  |
| Température maximale moyenne (°C) | 5,5  | 7    | 10,8 | 14    | 18,4 | 21,3 | 24,1 | 24,2 | 20,1 | 15,1 | 9,3  | 6,6  | 14,7  |
| Ensoleillement (h)                | 63   | 73   | 128  | 163   | 214  | 218  | 229  | 239  | 156  | 108  | 66   | 47   | 1 705 |
| Précipitations (mm)               | 44   | 40   | 51   | 45    | 59   | 58   | 56   | 58   | 53   | 55   | 52   | 57   | 617,8 |

## Climat à Épernay
Le climat d'Épernay est de type océanique dégradé : la région se caractérise par des conditions climatiques sans extrêmes, même si on y constate parfois des tornades estivales ou des orages brutaux, accompagnés ou non de grêle. Il gèle fréquemment en rase campagne, la blancheur du sol due à la craie favorise des amplitudes thermiques journaliers important (refroidissement nocturne important). Cependant, les chutes de neige sont rares et faibles, rarement plus de 10 cm.
| Mois                              | jan. | fév. | mars | avril | mai  | juin | jui. | août | sep. | oct. | nov. | déc. | année |
| --------------------------------- | ---- | ---- | ---- | ----- | ---- | ---- | ---- | ---- | ---- | ---- | ---- | ---- | ----- |
| Température minimale moyenne (°C) | 0    | 0,2  | 2,3  | 4,6   | 8,4  | 11,4 | 13,1 | 12,7 | 9,9  | 6,4  | 3    | 1,1  | 6,1   |
| Température maximale moyenne (°C) | 5,4  | 7,2  | 11,1 | 14,7  | 19   | 22,1 | 24,5 | 23,9 | 20,6 | 15,6 | 9,5  | 6,4  | 15,9  |
| Précipitations (mm)               | 60,4 | 51,2 | 53,1 | 45,5  | 56,6 | 59,1 | 51,7 | 54,6 | 57,6 | 61,8 | 62,9 | 66,5 | 681   |

La station climatique la plus proche est située à Reims et sert de référence pour les données climatiques annuelles du tableau ci-dessous :
| Ville             | Ensoleillement | Pluie     | Neige   | Orage   | Brouillard |
| ----------------- | -------------- | --------- | ------- | ------- | ---------- |
| Paris             | 1 797 h/an     | 642 mm/an | 15 j/an | 19 j/an | 13 j/an    |
| Nice              | 2 694 h/an     | 767 mm/an | 1 j/an  | 31 j/an | 1 j/an     |
| Strasbourg        | 1 637 h/an     | 610 mm/an | 30 j/an | 29 j/an | 65 j/an    |
| Reims             | 1 705 h/an     | 604 mm/an | 21 j/an | 22 j/an | 66 j/an    |
| Moyenne nationale | 1 973 h/an     | 770 mm/an | 14 j/an | 22 j/an | 40 j/an    |

Source : L'internaute

## Climat à Reims
La station à l'aérodrome de Prunay est ouverte le 23 avril 2012. Elle est à 49,20972, 4,15528, à 95 m d'altitude.
La station près des pistes de la base aérienne (sur le territoire de Bétheny) est toujours opérationnelle malgré la fermeture de la base en 2012 de Courcy. Elle est à 49,306011, 4,050618.
Selon la méthode Köppen, le climat de Reims est « tempéré océanique humide » (Cfb). L'atmosphère est donc douce et humide avec des hivers qui peuvent aussi se révéler vifs et des étés secs et parfois orageux. Les heures d'ensoleillement sont de 1 705 par an et proviennent principalement des jours d'été. Les précipitations annuelles sont examinées à 604 mm par an, une moyenne de 122 jours de pluie. Lors de la canicule européenne de 2003, les records de températures étaient de 21,3 °C (la moyenne de huit valeurs : 22 h, 23 h, …, 5 h est 26,2 °C) le 13 août pour le minimum et le record maxi est de 39,3 °C (la moyenne de 11 valeurs : 10 h, 11 h, …, et 20 h est 36,4 °C) le 12 août. Ce premier chiffre a été battu le 20 août 2009 avec une température à 21,9 °C, tandis que le second l'a été le 25 juillet 2019 avec une température relevée de 41,1 °C. En ce qui concerne les records de pluie, il a été observé 69,2 mm de précipitations le 4 juillet 2006 et 57,8 mm le 24 mai 2007. La température record en juin à Courcy est 36,7 °C le 28 juin 2011,.
| Mois                              | jan. | fév. | mars | avril | mai | juin | jui. | août | sep. | oct. | nov. | déc. | année |
| --------------------------------- | ---- | ---- | ---- | ----- | --- | ---- | ---- | ---- | ---- | ---- | ---- | ---- | ----- |
| Température minimale moyenne (°C) | −0,8 | −0,4 | 1,5  | 4,1   | 7,5 | 10,8 | 12,8 | 12,5 | 10,3 | 6    | 3,1  | 0,5  | 5,7   |
| Température maximale moyenne (°C) | 5,1  | 6,6  | 11,6 | 14,9  | 19  | 22,2 | 24   | 23,3 | 20,6 | 15,1 | 9,2  | 5,8  | 14,8  |

| Mois                              | jan. | fév. | mars  | avril | mai   | juin | jui. | août  | sep.  | oct.  | nov. | déc. | année   |
| --------------------------------- | ---- | ---- | ----- | ----- | ----- | ---- | ---- | ----- | ----- | ----- | ---- | ---- | ------- |
| Température minimale moyenne (°C) | −0,4 | −0,1 | 1,8   | 3,8   | 7,3   | 10,4 | 12   | 11,9  | 9,5   | 6,6   | 2,8  | 0,5  | 5,5     |
| Température maximale moyenne (°C) | 4,9  | 6,9  | 10,2  | 13,9  | 18,1  | 21,4 | 23,8 | 23,4  | 20,3  | 15,4  | 9,2  | 5,9  | 14,5    |
| Ensoleillement (h)                | 50,3 | 86,1 | 129,4 | 171,7 | 206,9 | 220  | 235  | 216,3 | 170,6 | 121,6 | 71,9 | 49   | 1 728,8 |
| Précipitations (mm)               | 43,6 | 42,2 | 50,8  | 43,4  | 59,8  | 58,8 | 52,2 | 49,4  | 49,5  | 51,5  | 53,1 | 49,8 | 604,1   |

| Mois                              | jan. | fév. | mars | avril | mai  | juin | jui. | août | sep. | oct. | nov. | déc. | année |
| --------------------------------- | ---- | ---- | ---- | ----- | ---- | ---- | ---- | ---- | ---- | ---- | ---- | ---- | ----- |
| Température minimale moyenne (°C) | 0,1  | 0,1  | 2,6  | 4,2   | 8,1  | 10,8 | 12,9 | 12,6 | 9,8  | 7,2  | 3,4  | 1,1  | 6,1   |
| Température maximale moyenne (°C) | 5,7  | 7,1  | 11,3 | 14,7  | 18,8 | 21,8 | 24,7 | 24,3 | 20,3 | 15,6 | 9,7  | 6,3  | 15,1  |

| Ville             | Ensoleillement · (h/an) | Pluie · (mm/an) | Neige · (j/an) | Orage · (j/an) | Brouillard · (j/an) |
| ----------------- | ----------------------- | --------------- | -------------- | -------------- | ------------------- |
| Médiane nationale | 1 852                   | 835             | 16             | 25             | 50                  |
| Reims             | 1 705                   | 604             | 21             | 22             | 66                  |
| Paris             | 1 717                   | 634             | 13             | 20             | 26                  |
| Nice              | 2 760                   | 791             | 1              | 28             | 2                   |
| Strasbourg        | 1 747                   | 636             | 26             | 28             | 69                  |
| Brest             | 1 555                   | 1 230           | 6              | 12             | 78                  |
| Bordeaux          | 2 070                   | 987             | 3              | 32             | 78                  |

## Climat à Vitry-le-François ou à Sainte-Menehould
Le climat est de type « tempéré océanique humide » (Cfb) d'après la classification de Köppen. C'est un climat océanique dégradé qui se traduit par un temps doux et humide mais où les hivers peuvent aussi se révéler rudes et les étés fort chauds. La station météorologique la plus proche, celle de Saint-Dizier, a ainsi enregistré une température minimale de −22,5 °C en 1956 et un record de chaleur de 40,4 °C durant la canicule de l'été 2003.
| Mois                              | jan. | fév. | mars | avril | mai  | juin | jui. | août | sep. | oct. | nov. | déc. | année |
| --------------------------------- | ---- | ---- | ---- | ----- | ---- | ---- | ---- | ---- | ---- | ---- | ---- | ---- | ----- |
| Température minimale moyenne (°C) | 0,2  | 0,3  | 2,6  | 4,3   | 8,6  | 11,5 | 13,5 | 13,3 | 10,3 | 7,2  | 3    | 1,4  | 15,3  |
| Température maximale moyenne (°C) | 5,9  | 7,5  | 11,4 | 14,7  | 19,3 | 22,2 | 24,9 | 24,8 | 20,7 | 15,6 | 9,6  | 6,9  | 6,4   |
| Ensoleillement (h)                | 65   | 83   | 130  | 159   | 208  | 208  | 226  | 236  | 158  | 107  | 59   | 43   | 1 682 |
| Précipitations (mm)               | 74   | 63   | 67   | 57    | 72   | 73   | 72   | 64   | 74   | 79   | 75   | 88   | 857   |

| Ville             | Ensoleillement · (h/an) | Pluie · (mm/an) | Neige · (j/an) | Orage · (j/an) | Brouillard · (j/an) |
| ----------------- | ----------------------- | --------------- | -------------- | -------------- | ------------------- |
| Médiane nationale | 1 852                   | 835             | 16             | 25             | 50                  |
| Saint-Dizier      | 1 682                   | 857             | 24             | 25             | 54                  |
| Paris             | 1 717                   | 634             | 13             | 20             | 26                  |
| Nice              | 2 760                   | 791             | 1              | 28             | 2                   |
| Strasbourg        | 1 747                   | 636             | 26             | 28             | 69                  |
| Brest             | 1 555                   | 1 230           | 6              | 12             | 78                  |
| Bordeaux          | 2 070                   | 987             | 3              | 32             | 78                  |